# Los Andes (1875)
«Лос-Андес» ( ісп. Los Andes) - аргентинський морський монітор, головний корабель типу. Побудований в Великій Британії в 1870-х роках. 

## Історія будівництва

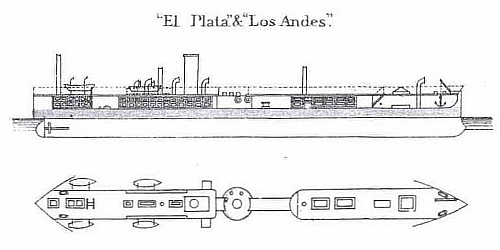
Схема «Лос-Андес». 1875

У 1870-х рр. президент Аргентини Домінго Сарм'єнто ініціював створення «сучасного» національного флоту. Оскільки країна не мала розвиненого суднобудування, перші кораблі були замовлені за кордоном  . 
У 1875 році Аргентина через свого представника в Лондоні, Мануеля Рафаеля Гарсія Агірре, придбала у компанії Laird Brothers два монітори по ціною 85 000 фунтів стерлінгів за кожен  . Кораблі отримали назви «Лос-Андес» і «Ель-Плата»  . Побудований в Біркенгеді, Велика Британія. Артилерія: 2 - 229 мм, 2 - 47-мм, 4 - 37-мм; пізніше: 2 - 200-мм. 

## Служба
Монітор використовувався переважно для захисту гирла Ла-Плати  . 
В кінці 1870-х років аргентино-чилійські відносини загострилися через суперечку через суверенітет над Патагонією. Проблеми з суднами, які отримували ліцензії на рибальство в спірних водах від обох сторін, ледь не призвели до війни  . 
Аргентина відправила на південь Патагонії ескадру кораблів під командуванням командора Луїса Пі найсильнішим кораблем якої був «Лос-Андес»  . Спір була врегульована дипломатичним шляхом. 

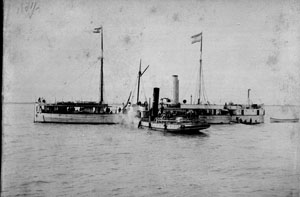
Монітор з буксиром у Еспінільо

У 1893 році під час т.зв. «Паркової революції»,  монітор був захоплений путчистами  і вирушив вгору за течією Ла-Плати. 
29 вересня 1893 року в районі Еспінільо (Росаріо) відбувся бій з урядовими силами - броненосцем «Індепенденсія» і канонеркою «Еспора» . Корабель заколотників отримав кілька влучень 240-мм снарядами і капітулював  . 
У 1926 році виведений зі складу флоту і в 1928-31 роках утилізований.